# Анна Марія Корацца Більдт
Анна Марія Корацца Більдт (швед. Anna Maria Corazza Bildt; нар. 10 березня 1963, Рим, Італія) — шведська політична діячка італійського походження, дипломатка, депутатка Європарламенту з 2009 року. З 2003 року належить до Помірної коаліційної партії.

## Життєпис
Вивчала політичні науки в Римському університеті ла Сапієнца. Також вивчала кризове управління в Каліфорнійському університеті в Сан-Дієго і стратегічне планування в Колумбійському університеті.
Проходила практику в ЮНЕСКО, пізніше працювала в італійському міністерстві закордонних справ, була також представницею ОЕСР в Парижі. З 1991 року вона працювала в Організації Об'єднаних Націй в Женеві. До 2001 вела діяльність у колишній Югославії. Там познайомилась з колишнім Прем'єр-міністром Швеції, Карлом Більдтом, який займав посаду Верховного представника з Боснії і Герцеговині  з яким пізніше одружилася.
Після роботи в Організації Об'єднаних Націй вона, зокрема, була членкинею правління шведського Червоного Хреста (2003–2008). Почала власний бізнес у Швеції, у тому числі в рамках своєї компанії, яка продає італійську їжу в інтернеті. Входила до правління Італійської торгової палати в Швеції.